# Гуджаратцы на Фиджи
В отличие от основной массы индийского населения Фиджи, являющегося потомками индийских наемных рабочих, привезенных на Фиджи в период с 1879 по 1916 год, гуджаратцы (гудж. ગુજરાતી લોકો Gujǎrātī loko) прибыли на Фиджи в качестве свободных иммигрантов в период с 1904 года. В то время как наемные рабочие, став свободными, в основном занимались сельским хозяйством, гуджаратцы были торговцами и ремесленниками. Также, у представителей фиджи-индийского населения кастовая система исчезла всего в течение нескольких лет, но у гуджаратцев она существует и сейчас, и они очень редко вступают в брак вне своей касты. Гуджаратцы продолжают поддерживать прочные связи с Индией, обычно отправляя туда своих сыновей и дочерей для вступления в брак, в то время как остальная часть индийского населения Фиджи мало контактирует со страной своего происхождения.

## Появление гуджаратцев на Фиджи
Первыми гуджаратцами на Фиджи стали двое ювелиров, которые прибыли на Фиджи в 1904 году из Наталя, но изначально они были выходцами из Порбандара. Четыре года спустя прибыли другие ювелиры, и вскоре за ними последовали воины, портные, парикмахеры, прачечные и сапожники из Сурата и Навсари. Между 1916 и 1920 годами из 752 прибывших на Фиджи гуджаратцев, 336 были из Сурата, 296 из Навсари и 120 были из Катхиявара. Хотя большинство из них были фермерами в Индии, они стали бакалейщиками, драпировщиками и прачечными на Фиджи. Число гуджаратцев неуклонно росло: с 324 в 1921 году до 1200 в 1930 году, 2500 в 1935 году и 5400 в 1956 году.
После того, как гуджаратские иммигранты обосновались на Фиджи, за ними последовали их родственники. Они продолжали поддерживать тесные связи со своими родными районами, получали товары от своих родственников в Индии, переводили деньги и возвращались домой, чтобы завести семью и привезти своих жен на Фиджи. Вновь прибывшим на Фиджи помогали родственники, и они добились больших успехов в бизнесе, будучи бережливыми и трудолюбивыми и испытывая сильное чувство лояльности к другим членам своей касты. В период с 1924 по 1945 год из 600 предприятий, зарегистрированных на Фиджи, гуджаратцы имели 300 торговых лицензий.

## Конфликт между гуджаратцами и фиджи-индийцами
Сикхи, прибывшие на Фиджи почти в то же время, что и гуджаратцы, также сохранили свою самобытность, но, в отличие от последних, брали супругов-индусов и общались с другими индийцами, главным образом, в качестве фермеров. С другой стороны, гуджаратцы сохранили свой собственный язык и касту и оставались в стороне от других индийцев, проживая в основном в городах. Их коммерческие успехи вызывали зависть со стороны фиджи-индийцев. Стали появляться многочисленные призывы депортировать гуджаратцев с Фиджи. Этот конфликт был использован на выборах 1937 года, когда малоизвестный сын наёмного работника, Чаттур Сингх, победил высокообразованного адвоката А. Д. Пателя, превратив выборы в соревнование между Фиджи и Индией.

## Известные представители
Одним из первых гуджаратцев, получивших известность на Фиджи, стал Доктор Манилал, который прибыл на Фиджи в 1912 году, когда Махатма Ганди отправить адвоката для защиты прав индийцев на Фиджи. Он был депортирован из Фиджи после забастовки 1920 года. А. Д. Пател и С. Б. Патель прибыли на Фиджи в конце 1920-х, и оба играли ключевую роль в фиджи-индийской политике, но в то время как А. Д. Пател взял руководство различных организаций, С. Б. Патель, как правило, работал в фоновом режиме. Гуджаратцы взяли на себя ведущую роль в области права, медицины и коммерции на Фиджи. Поскольку гуджаратцы сосредоточены в городах, они, как правило, играют ведущую роль в политике города и городского совета.